# Joseph Mohr
Joseph Mohr (ur. 11 grudnia 1792 w Salzburgu, zm. 4 grudnia 1848 w Wagrain) – austriacki ksiądz, autor słów jednej z najpopularniejszych kolęd na świecie – kolędy „Cicha noc”. Słowa zostały napisane w roku 1816, a dwa lata później Joseph Mohr przedstawił je muzykowi Franzowi Gruberowi, który skomponował do nich melodię. 
Joseph Mohr był nieślubnym dzieckiem Anny Schoiberin i dezertera armii austriackiej Franza Mohra, który porzucił matkę Josepha jeszcze przed jego narodzinami. Jako dziecko pozamałżeńskie musiał otrzymać specjalną zgodę na rozpoczęcie edukacji kościelnej. W roku 1815 został księdzem i odtąd przez wiele lat był związany z różnymi parafiami, aż w roku 1836 został proboszczem parafii w Wagrain, gdzie zmarł 12 lat później. Słynął ze swej hojności – niemal wszystkie swoje dochody przeznaczał na pomoc potrzebującym. W Wagrain założył szkołę i stworzył specjalny fundusz umożliwiający dzieciom z rodzin ubogich naukę. W lokalnym muzeum od roku 2006 istnieje stała wystawa poświęcona pamięci Josepha Mohra.